# داء الرشاشيات الرئوي المزمن
يُعد داء الرشاشيات الرئوي المزمن عدوى فطرية طويلة الأمد تسببها فطور من جنس الرشاشيات، وأشيعها فطر الرشاشية الدخناء. يصف المصطلح حالات مرضية عدة ذات تداخل كبير فيما بينها، بدءًا من ورم الرشاشيات -كتلة من عفن الرشاشيات في الرئتين- وصولًا إلى شكل غازي تحت حاد من داء الرشاشيات يُعرف باسم داء الرشاشيات الرئوي الناخر، الذي يصيب الأشخاص مضعفي المناعة. يعاني العديد من مرضى داء الرشاشيات الرئوي المزمن مرضًا رئويًا مستبطنًا، وأكثرها شيوعًا السل أو داء الرشاشيات القصبي الرئوي الأرجي أو الربو أو سرطان الرئة.

## التصنيف
يشمل مصطلح داء الرشاشيات الرئوي المزمن عددًا من التظاهرات المختلفة متفاوتة الشدة. يوجد تداخل كبير بين أشكال المرض، ما يزيد الالتباس عند وضع التشخيص. يقوم التفريق بصورة أساسية على نتائج التصوير الشعاعي والاختبارات المصلية.

### ورم الرشاشيات
إن ورم الرشاشيات كرة فطرية مكونة من خيوط الرشاشيات؛ خيوط طويلة تمتد من الفطريات لتأدية وظائف النمو والتكاثر. ينشأ الورم داخل أي تجويف في الجسم، مع أن داء الرشاشيات الرئوي المزمن يظهر داخل التجاويف الرئوية التي استعمرتها بعض أنواع الرشاشية. يُستخدم مصطلح «ورم الرشاشيات البسيط» بصورة شائعة لوصف وجود تجويف وحيد ومستقر يسبب الحد الأدنى من الأعراض، وذلك لتمييزه عن الأشكال الأكثر حدة من داء الرشاشيات الرئوي المزمن.

### عقيدة الرشاشيات
تشكل الرشاشيات في حالات معينة عقيدات مفردة أو متعددة قد تشكل بدورها تجويفًا. مع أنها عقيدات حميدة في طبيعتها عادةً، قد تسبب أحيانًا أعراضًا مثل السعال، أو تفاقم مرضًا موجودًا مثل الربو. يُلاحظ نسيجيًا نخر محاط بالتهاب حبيبي مع وجود بعض الخلايا العملاقة متعددة النوى.

### داء الرشاشيات الرئوي الكهفي المزمن
يحدث عند وجود تجويف (كهف) رئوي واحد أو أكثر عن أفراد لا يعانون ضعفًا مناعيًا. عُرف أيضًا هذا المرض تاريخيًا باسم «ورم الرشاشيات المعقد»، لتمييزه عن «ورم الرشاشيات البسيط». إن هذه التسمية غير دقيقة حاليًا، لأن العديد من الحالات تبقى غير مرئية بالتصوير الشعاعي. تميز النتائج الموجبة لاختبارات الأجسام المضادة للغلوبيولين المناعي ج (IgG) معظم مرضى داء الرشاشيات الرئوي الكهفي المزمن، خلافًا لمرضى ورم الرشاشيات وعقيدات الرشاشيات.

### داء الرشاشيات الرئوي الليفي المزمن
عندما يُترك داء الرشاشيات الرئوي الكهفي المزمن دون علاج، قد يتطور إلى شكل من أشكال داء الرشاشيات يُعرف باسم داء الرشاشيات الرئوي الليفي المزمن، إذ يحدث تليف واسع في برنشيمة الرئة نتيجة الالتهاب المستمر على مدى فترة طويلة من الزمن. يؤدي هذا إلى حالة تُعرف بالعامية باسم «الرئة المحطمة»، وتتسم بخصائص تشبه مرض السل الرئوي المُعالَج.

### داء الرشاشيات الرئوي الناخر المزمن
يُعرف أيضًا باسم داء الرشاشيات الرئوي تحت الحاد، ويؤدي هذا النوع من داء الرشاشيات الرئوي المزمن إلى تظاهرات تتطور على مدار شهر إلى ثلاثة أشهر، ويحدث عادةً في الأشخاص الذين يعانون درجة معينة من نقص المناعة، علمًا أنه أكثر شيوعًا عند كبار السن ومدمني الكحول ومرضى الداء السكري وسوء التغذية ومرض الانسداد الرئوي المزمن والإيدز. يمكن العثور على الأجسام المضادة للغلوبيولين المناعي ج (IgG) للرشاشيات أو مستضد يسمى غالاكتومانان في الدم وعينات البلغم، على عكس حالات داء الرشاشيات الرئوي الكهفي المزمن.